# Morata de Tajuña
Morata de Tajuña ist eine zentralspanische Gemeinde (municipio) mit 8.319 Einwohnern (Stand: 2024) im Süden der Autonomen Gemeinschaft Madrid. 

## Lage
Morata de Tajuña liegt im Süden der Gemeinschaft Madrid. Sie grenzt an Arganda del Rey, Chinchón, Perales de Tajuña, San Martín de la Vega und Valdelaguna.

## Bevölkerungsentwicklung
| 1842 | 1900 | 1950 | 1981 | 1991 | 2001 | 2011 |
| ---- | ---- | ---- | ---- | ---- | ---- | ---- |
| 2482 | 3290 | 3931 | 4599 | 5063 | 5823 | 7426 |